# Isaure (auteur)
Pour les articles homonymes, voir Isaure.
Isaure (nom de plume) est une auteur française. Elle publie chez Grasset, en janvier 2012 ses Mémoires d'une femme de ménage (en collaboration avec Bertrand Ferrier), entre essai, récit sociologique et témoignage.

## Biographie
Isaure, née en Bretagne, à Rennes, en 1982, y a passé son enfance et commencé ses études d'histoire. Une fois diplômée, elle suit à distance plusieurs cursus dont un en histoire de l'art à l'université de Lille 3, un autre en littérature à l'université du Maine, et obtient, à la Sorbonne, son DEA d'histoire, ce qui lui permet de poursuivre ses recherches en vue de soutenir une thèse. Elle renonce cependant à passer cette épreuve au dernier moment, et se lance sur le marché du travail, en l’occurrence celui du ménage. Son unique récit paru en 2012, Mémoires d'une femme de ménage, obtient un succès public important et la fait connaître. Dans un entretien accordé à la revue Elle, puis dans le portrait du quotidien Le Télégramme du 17 mai 2012, Isaure affirme ne pas vouloir écrire d'autre livre.

## Mémoires d'une femme de ménage

### Présentation
Dans ses Mémoires d'une femme de ménage, Isaure raconte son métier, l'endroit et surtout l'envers du décor, ouvrant à un questionnement philosophique sur la propreté, la relation à l'objet, le bonheur, et, finalement, le sens de la vie.[réf. nécessaire]

### Nature de l'ouvrage
Isaure se révèle en fait appartenir à la génération Y, phénomène sociologique récent[précision nécessaire] qui recense tous les individus nés entre 1980 et 2000, et qui partagent, outre la culture, des habitudes de vie différentes de la génération précédente : départ tardif de la cellule familiale, acceptation du travail précaire, célibat prolongé, conscience écologique marquée, etc.
Le succès des Mémoires d'une femme de ménage rappelle ceux d'autres ouvrages sur les emplois précaires, comme Le Quai de Ouistreham de Florence Aubenas ou Les Tribulations d'une caissière d'Anna Sam, appuyant la tendance du public à se tourner vers la littérature de témoignage. Sur le plateau de l'émission Salut les terriens, Isaure assure que son ouvrage ne relève pas d'une enquête, et qu'elle n'a donc rien en commun avec Florence Aubenas qui, en qualité de journaliste, a traité d'un métier qui n'est pas le sien. Isaure affirme également, malgré son "apostolat", ne pas représenter une catégorie professionnelle et n'être pas la porte-parole des femmes de ménage, ce qui alimente l'idée qu'elle est une parfaite représentante de sa génération . Elle propose donc une relation de son expérience personnelle, sans nier qu'un métier similaire peut être exercé par des personnes vivant dans des situations très différentes. Quelques sujets graves sont néanmoins traités avec une violence tantôt affichée, tantôt teintée d'humour amer dans son livre, comme la dépression, l'exploitation, etc.

### Accueil
Le livre connaît un succès commercial immédiat, classé dans les meilleures ventes catégorie "Essais" deux semaines après sa sortie (classement Ipsos/Livres Hebdo). Selon l'Institut supérieur du travail (IST), le livre aurait dépassé les 11 000 exemplaires vendus dans les premières semaines. Il a depuis été traduit et publié en format "poche".